# Carl Patsch
Carl Ludwig Patsch (Kovač, Češka, 14. rujna 1865. – Beč, 21. veljače 1945.) austrijski arheolog i povjesničar. 

## Životopis
Za vrijeme školovanja u češkim školama Patch je naučio poljski i ruski jezik, a klasične jezike na Sveučilištu u Pragu, gdje je studirao povijest i zemljopis. Na istom sveučilištu 1889. obranio je doktorski rad na temu "Strabos Quellen zur Geschichte seiner Zeit" ("Strabonovi izvori za povijest svojega vremena"). Nakon toga u Beču nastavlja obrazovanje iz povijesti, klasične filologije i arheologije. Na poziv austro-ugarskih vlasti BiH došao je 1893. u Sarajevo gdje je isprva radio kao  profesor gimnazije i vanjski suradnik Zemaljskog muzeja za Bosni u Hercegovinu. Od 1896. do 1898 bio je provizorni, a od 1898. do 1919. definitivni kustos Zemaljskog muzeja. 
Povratkom u Beč 1920. Patsch je postao profesorom na Višoj školi za svjetsku trgovinu, a 1921. profesorom na katedri za slavensku povijest i arheologiju Bečkog sveučilišta, koja je njegovom zaslugom prerasla u Institut za balkanologiju. Na njenom čelu je bio sve do umirovljenja 1934. Članom Akademije znanosti u Beču postaje 1928. Zadnje njegovo djelo objavljeno je 1939. Umro je od posljedica bombardiranja u Beču 21. veljače 1945. 

## Znanstveni rad
Predmet istraživanja mu je uglavnom bila antička kultura u Bosni i Hercegovini, Hrvatskoj i Crnoj Gori, a posebno u dolini Neretve gdje je sustavno istraživao nalazišta Narone i Mogorjela. Od 1894. bio je kustos Zemaljskog muzeja u Sarajevu, predstojnik Odjeljenja za znanost i umjetnost pri Zemaljskoj vladi u Sarajevu, a od 1920. profesor slavenske povijesti i arheologije na sveučilištu u Beču. Osnivač je Balkanskog instituta u Sarajevu.

## Patschova arheološka otkrića
U vrijeme dok je bio suradnik Zemaljskoga muzeja Patsch je otkrio i istražio lokalitet Privilicu kod Bihaća, svetište japodskoga božanstva Binda – Neptuna. U Konjicu je otkrio hram boga Mitre, s reljefnim prikazima scena mitričkoga kulta. Otkriće ostataka rimskog objekta, s ulomcima nadgrobnih spomenika i žrtvenika kod franjevačkoga samostana u Duvnu, Patsch je popratio objavom članka o otkriću rimskoga municipija Delminija. U Skelanima kod Srebrenice otkopao je antičko naselje i dvije ranokršćanske bazilike s natpisima i grobnim ulomcima. Njegovo svakako najznačajnije arheološko otkriće bio je lokalitet Mogorjelo kod Čapljine, za koji je Patsch tvrdio da je bio rimski vojni tabor, iako su kasnija istraživanja osporila njegovu tezu. Njegovom zaslugom Mogorjelo je konzervirano a na ulazu u lokalitet sagrađena čuvareva kuća. Patsch je nastavio s istraživanjem Narone, rimskog lokaliteta u Vidu kod Metkovića, o čemu je 1907. objavio istraživanje pod naslovom "Zur Geschichte und Topographie von Narona" ("Povijest i topografija Narone"), a godinu poslije članak "Kleinere Untersuchungen in und um Narona" ("Manja istraživanja u Naroni i oko nje").
Predmet Patschovih istraživanja bile su i rimske ceste u provinciji Dalmaciji o kojem je s Ph. Ballifom 1893. objavio monografiju "Römische Strassen in Bosnien und der Hercegovina". Radove o istraživanju rimskog i grčkog novca, rimske vojske te nalaze u kninskom i imotskom kotaru i Sandžaku objavljivao je u više navrata u Glasniku Zemaljskog muzeja. Istraživanja o nadgrobnim, kultnim i počasnim natpisima te o rimskim miljokazima objavio je pod naslovom "Arheološko-epigrafska istraživanja povijesti rimske provincije Dalmacije" ("Archäologische-epigraphische Untersuchungen zur Geschichte der römischen Provinz Dalmatien").
Istaknuti hrvatski arheolog i povjesničar umjetnosti, te kustos i ravnatelj Zemaljskog muzeja Ćiro Truhelka za Patscha je izjavio:

## Izbor iz djela
- "Lika u rimsko doba" ("Die Lika in römischer Zeit", 1900.)
- "Povijest i topografija Narone ("Zur Geschichte und Topographie von Narona", 1907.)
- "Bosnien und Hercegovina in römischer Zeit", Sarajevo, 1911. (objavljeno i 1912. pod naslovom "Bosna i Hercegovina u rimsko doba")
- "Zbirke grčkih i rimskih starina u Bosansko hercegovačkom Zemaljskom muzeju" (objavljeno u Glasniku Zemaljskoga muzeja BiH, 1914.)
- "Hercegovina nekoć i sad" ("Die Herzegovina einst und jetzt", 1922.)
- "Beiträge zur Völkerkunde von Südosteuropa. Die einstige Siedlungsdichte des illyrischen Karstes", 1-56 (Prilozi za etnologiju jugoistočne Europe. Nekadašnja gustoća naselja ilirskog krša, 1933.)